# Добросулув
Добросулув (пол. Dobrosułów) — село в Польщі, у гміні Битниця Кросненського повіту Любуського воєводства.
Населення — 357 осіб (2011).
У 1975-1998 роках село належало до Зеленогурського воєводства.

## Демографія
Демографічна структура станом на 31 березня 2011 року:
|          | Загалом | Допрацездатний вік | Працездатний вік | Постпрацездатний вік |
| -------- | ------- | ------------------ | ---------------- | -------------------- |
| Чоловіки | 184     | 35                 | 131              | 18                   |
| Жінки    | 173     | 36                 | 96               | 41                   |
| Разом    | 357     | 71                 | 227              | 59                   |